# Porsche Tennis Grand Prix 2013
Il Porsche Tennis Grand Prix 2013 è stato un torneo femminile di tennis giocato sulla terra rossa indoor. È stata la 36ª edizione del torneo che fa parte della categoria Premier nell'ambito del WTA Tour 2013. Si è giocato nella Porsche Arena di Stoccarda, in Germania, dal 20 al 28 aprile 2013.

## Partecipanti

### Teste di serie
| Nazionalità | Giocatrice         | Ranking* | Testa di serie |
| ----------- | ------------------ | -------- | -------------- |
| Russia      | Marija Šarapova    | 2        | 1              |
| Cina        | Li Na              | 5        | 2              |
| Germania    | Angelique Kerber   | 6        | 3              |
| Italia      | Sara Errani        | 7        | 4              |
| Rep. Ceca   | Petra Kvitová      | 8        | 5              |
| Australia   | Samantha Stosur    | 9        | 6              |
| Danimarca   | Caroline Wozniacki | 10       | 7              |
| Russia      | Nadia Petrova      | 11       | 8              |

* Ranking all'8 aprile 2013.

### Altre partecipanti
Giocatrici che hanno ricevuto una Wild card:
- Annika Beck
- Andrea Petković

Giocatrici passate dalle qualificazioni:

- Bethanie Mattek-Sands
- Dinah Pfizenmaier
- Nastassja Burnett
- Mirjana Lučić-Baroni

## Campionesse

### Singolare
Marija Šarapova ha battuto in finale  Na Li con il punteggio di 6-4, 6-3.
- È il ventinovesimo titolo in carriera, il terzo dell'anno.

### Doppio
Mona Barthel /  Sabine Lisicki hanno battuto in finale  Bethanie Mattek-Sands /  Sania Mirza per 6-4, 7-5.